# Liste der Baudenkmale im Landkreis Verden
Die Liste der Baudenkmale im Landkreis Verden enthält die nach dem Niedersächsischen Denkmalschutzgesetz geschützten Baudenkmale im niedersächsischen Landkreis Verden. 
Der Übersicht und Länge halber ist die Liste nach den Städten und Gemeinden des Landkreises separiert. Diese Einteilung findet sich in der folgenden Tabelle, in der zu jedem Eintrag, soweit möglich, ein exemplarisches Foto eines Baudenkmals aus der jeweiligen Stadt oder Gemeinde zu finden ist.
| Bild | Stadt/Gemeinde | Karte | Liste                                               | Ortsteile |
| ---- | -------------- | ----- | --------------------------------------------------- | --------- |
|      | Achim          |       | Liste der Baudenkmale in Achim (Landkreis Verden)   |           |
|      | Blender        |       | Liste der Baudenkmale in Blender (Landkreis Verden) |           |
|      | Dörverden      |       | Liste der Baudenkmale in Dörverden                  |           |
|      | Emtinghausen   |       | Liste der Baudenkmale in Emtinghausen               |           |
|      | Kirchlinteln   |       | Liste der Baudenkmale in Kirchlinteln               |           |
|      | Langwedel      |       | Liste der Baudenkmale in Langwedel (Weser)          |           |
|      | Ottersberg     |       | Liste der Baudenkmale in Ottersberg                 |           |
|      | Oyten          |       | Liste der Baudenkmale in Oyten                      |           |
|      | Riede          |       | Liste der Baudenkmale in Riede (Landkreis Verden)   |           |
|      | Thedinghausen  |       | Liste der Baudenkmale in Thedinghausen              |           |
|      | Verden (Aller) |       | Liste der Baudenkmale in Verden (Aller)             |           |